# Arlette Vassy
Arlette Jeanne Vassy (*  28. Januar 1913 oder 25. Februar 1916 in Saint-Nexans, Frankreich; † Mai 2000 in Paris, Frankreich) war eine französische Geophysikerin. Sie wurde 1968 Direktorin des Laboratoire de Physique de l’Atmosphère des Centre national de la recherche scientifique (CNRS).

## Leben

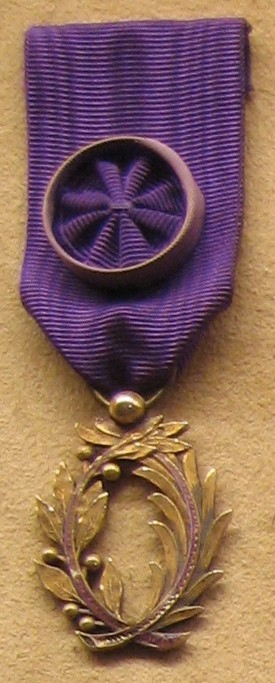
Ordre des Palmes Académiques

Vassy war die Tochter des Physikers Pierre Tournaire und seiner Frau Jeanne. Sie studierte Physik an der Universität Paris, wo sie 1935 ihren Abschluss erhielt. Im Jahr 1936 heiratete sie den Physiker Etienne Vassy und arbeitete in den folgenden Jahren mit ihm zusammen. Sie untersuchte mit ihm im Jahr 1937 für 5 Monate die Absorption von Licht in der Atmosphäre an der neu gegründeten geophysikalischen Station in Ifrane in Marokko. Von 1937 bis 1947 führte sie mit ihrem Mann Experimente am Observatorium Pic du Midi durch. Sie promovierte mit den Ergebnissen dieser Untersuchungen 1941 an der Sorbonne.
Am CNRS wurde sie 1954 leitende Forscherin und wurde eine Spezialistin auf dem Gebiet des atmosphärischen Ozons. Sie organisierte die Ozonbeobachtung in Frankreich während des Internationalen Geophysikalischen Jahres 1957/58 und war wissenschaftliche Beraterin bei ungefähr 40 Raketenabschüssen ab 1949. Von 1963 bis 1967 leitete sie das französische Raketen-Forschungsprogramm.
Zusammen mit ihrem Ehemann bestimmte sie den Spektralbereich der Chappuis-Absorption.

## Ehrungen (Auswahl)
- 1959 wurde sie in den Rang eines Officer des Ordre des Palmes Académiques erhoben.

## Veröffentlichungen (Auswahl)
- Sur l’absorption atmosphérique dans l’ultra-violet. Ann. Phys., Bd. 11, Nr. 16, 1941, S. 145–203.
- Fondements theoriques de la Photographie. Masson et Cie, 1953.
- Appareil pour la mesure de l'épaisseur d'eau condensable de l’atmosphère. Paris, Blondel La Rougery, Gauthier-Villars, 1941.
- Éditions de L’Effet Herschel. Paris, Maison de la chimie, 1946.
- Atmospheric Ozone. Advances in Geophysics, Volume 11, 1965, S. 115–173.
- mit Etienne Vassy: Fondements théoriques de la photographie, Ed de la Revue d’optique, 1953.
- mit Etienne Vassy: La luminescence nocturne. Springer, 1976.